# Montferrat, Var
Montferrat är en kommun i departementet Var i regionen Provence-Alpes-Côte d'Azur i sydöstra Frankrike. Kommunen ligger i kantonen Callas som tillhör arrondissementet Draguignan. År 2022 hade Montferrat 1 720 invånare.

## Befolkningsutveckling
Antalet invånare i kommunen Montferrat
| Referens: INSEE |